# My City
My City mit dem Untertitel „Deine Stadt wird einzigartig!“ ist ein Brett- und Legespiel des deutschen Spieleautors Reiner Knizia, das 2020 beim Kosmos-Spieleverlag erschien. Es handelt sich dabei um ein Legacy-Spiel, also ein Spiel, bei dem sich das Spiel über mehrere Runden dauerhaft verändert und entwickelt. Thematisch bauen die Mitspieler jeweils eine eigene Stadt aus verschiedenen Gebäudeteilen und versuchen damit Punkte zu machen.

## Hintergrund und Spielmaterial
My City ist ein Legacy-Brettspiel, bei dem die Spieler jeweils versuchen, auf ihrem eigenen Spielertableau aus einem Set von Legeteilen eine Stadt zu bauen und damit möglichst viele Punkte zu machen. Als Legacy-Spiel wird das Spiel über insgesamt 24 Runden gespielt, die jeweils thematisch einer Epoche aus drei Runden zugeordnet werden. Jede Runde ist dabei ein eigenes Spiel und dauert etwa 30 bis 90 Minuten. In jeder Epoche werden dem Basisspiel neue Regeln und Optionen zugefügt und am Ende jeder Runde wird das Spielmaterial der Mitspieler abhängig vom Spielergebnis modifiziert. Die jeweils nächste Runde wird dann mit dem modifizierten Spielmaterial gespielt. Neben diesem sich entwickelnden Spiel gibt es auch eine stabile Spielversion auf den Rückseiten der Spielertableaus, die ohne Legacy-Effekte gespielt werden kann. Das Spielmaterial besteht neben der Spielanleitung aus
- vier doppelseitig bedruckten Spielplänen, die zu Beginn der ersten Runde des Spiels für alle Spieler gleich sind,
- 96 Legeteilen in vier Sets mit jeweils 8 Gebäuden in drei Farben (gelbe Wohngebäude, rote öffentliche Gebäude und blaue Gewerbe-Gebäude),
- vier Zählsteinen,
- 24 Zählsteinen, und
- 8 Umschlägen mit zusätzlichem Spielmaterial, das nach und nach dem Spiel zugefügt wird.

## Spielweise
Zu Beginn jeder Spielrunde bekommt jeder Mitspieler einen Spielplan und einen Zählstein, den er auf die Ziffer 10 auf der Zählleiste platziert. Jeder Spielplan ist mit einem Tiersymbol gekennzeichnet und jeder Spieler bekommt das zu seinem Symbol gehörende Set aus 24 Gebäude-Legeteilen. Die Gebäude werden offen neben den Spielplänen ausgelegt. Die 24 Baukarten, auf denen die verfügbaren Bauwerke abgebildet sind, werden gemischt und verdeckt als Ziehstapel bereit gelegt. In diesem Spiel werden die Gebäude, die gebaut werden, und die Reihenfolge, in der sie gebaut werden, durch diese Baukarten bestimmt.
Zu Beginn jeder Runde werden die für diese Runde benötigten zusätzlichen Regeln verlesen und eventuell zusätzliches Spielmaterial entsprechend der Vorgaben verteilt. Diese befinden sich in den Umschlägen, die jeweils die zusätzlichen Materialien für drei Runden enthalten. Jeweils 3 Spiele sind zu einem Kapitel zusammengefasst:
- Kapitel 1: Das neue Land (Spiele 1 bis 3)
- Kapitel 2: Die Kirchen (Spiele 4 bis 6)
- Kapitel 3: Die Überschwemmung (Spiele 7 bis 9)
- Kapitel 4: Der Goldrausch (Spiele 10 bis 12)
- Kapitel 5: Die Fabriken (Spiele 13 bis 15)
- Kapitel 6: Der Bergbau (Spiele 16 bis 18)
- Kapitel 7: Die Eisenbahn (Spiele 19 bis 21)
- Kapitel 8: Der Wohlstand (Spiele 22 bis 24)

Grundsätzlich gibt es jedoch einige Spielregeln, die für alle Runden gelten und je nach Runde angepasst werden. Jedes Spiel beginnt aus einer vorgegebenen Anzahl Runden. In jeder Runde wird die jeweils oberste Baukarte aufgedeckt und die Spieler nehmen sich die entsprechenden Gebäude aus ihrem Gebäudeset und platzieren diese gleichzeitig auf dem Raster auf dem Spielplan. Für den Bau gelten dabei spezielle Bauregeln: Die Gebäude dürfen nur auf Wiesen platziert werden, während Wald- und Gebirgsfelder tabu sind. Einzelne Bäume oder Steine können allerdings überbaut werden. Freie Baumfelder bringen am Ende der Runde jedoch zusätzliche Punkte, sodass ein Überbauen zugleich einen Punkteverlust bedeutet. Andererseits bringen nicht überbaute freie Steine Minuspunkte, diese zu überbauen ist also sinnvoll. Der auf dem Spielplan befindliche Fluss darf nicht überbaut werden, Gebäude dürfen allerdings am Ufer angelegt werden (und das erste Gebäude pro Runde muss sogar am Fluss anliegen). Alle Gebäude, die nach dem ersten gebaut werden, müssen mit mindestens einer Seite an einem bereits liegenden Gebäude angrenzen, wobei sie auch auf gegenüberliegenden Flussufern als angrenzend gelten. Einmal gelegte Gebäude dürfen nicht mehr versetzt werden und bestehende Gebäude dürfen nicht überbaut werden.
Wenn ein Spieler kein Gebäude legen kann oder will, darf er passen und verliert dadurch einen Punkt. Zudem darf ein Spieler jederzeit nach dem Aufdecken einer Baukarte entscheiden, das Spiel für sich zu beenden. Dadurch verliert er keine Punkte. Das Spiel endet, wenn alle Spieler das Spiel als für sie beendet erklären oder wenn alle Baukarten aufgedeckt wurden. Je nachdem, wie die Gebäude im Spiel platziert wurden, geben sie am Ende Punkte. Dabei gibt es jeweils einen Pluspunkt für jeden sichtbaren Baum (abseits vom Wald) und jeweils einen Minuspunkt für jeden sichtbaren Stein. Zudem verlieren die Spieler je einen Punkt für jedes nicht belegte Wiesenfeld.
Nach der Rundenwertung wird das Spiel gewertet: Die Gewinner und Zweitplatzierten einer Runde markieren sich zudem jeweils einen oder zwei Fortschrittspunkte, die über die 24 Spielrunden gezählt werden. Zudem erhalten sie abhängig vom Rundenszenario Aufkleber entsprechend ihrer Rundenposition aus dem Szenario-Umschlag, die sie dauerhaft auf ihren Spielplänen platzieren.

## Ausgaben und Rezeption
My City wurde von dem deutschen Spieleautor Reiner Knizia entwickelt und erschien Anfang 2020 beim Kosmos-Spieleverlag in einer deutschen und englischen Version sowie bei IELLO in einer französischen Version.
2020 wurde es gemeinsam mit den Spielen Pictures und Nova Luna für die Auszeichnung als Spiel des Jahres nominiert, Pictures wurde ausgezeichnet.
Mit My City: Roll & Write erschien 2022 eine Würfelspielvariante des Spiels, die ebenfalls als Kampagnenspiel gespielt wird.

## Belege
1. 1 2 3 4 5 6 7 8  Offizielle Spielregeln für My City, Kosmos 2020.
2. ↑  Versionen von My City in der Spieledatenbank BoardGameGeek (englisch); abgerufen am 15. Mai 2020
3. ↑  Die Gewinner 2020 stehen fest auf der Website des Spiel des Jahres e.V., 20. Juli 2020; abgerufen am 28. Juni 2020.